# Högra Tümed
Högra Tümed är ett mongoliskt baner som lyder under Baotous stad på prefekturnivå i den autonoma regionen Inre Mongoliet i nordvästra Kina. Det ligger omkring 100 kilometer väster om regionhuvudstaden Hohhot.

## Kända personer
- Liu Yunshan (född 1947), kommunistisk politiker.